# Гхаггар
Гхаггар (устар. Гаггар; англ. Ghaggar, хинди घग्गर) — сезонная река в Индии, питаемая муссоными дождями. Большинство учёных отождествляют Гхаггар (и продолжающее его сухое русло Хакра) с рекой Сарасвати, часто упоминаемой в «Ригведе» и других текстах индуизма.
Истоки Гхаггара расположены в горном хребте Сивалик в Химачал-Прадеш. Спускаясь с Гималаев, река протекает через Пенджаб и Харьяну, где у деревни Оту в округе Сирса она перегорожена водосливной плотиной и питает два ирригационных канала, ведущих на запад, в Раджастхан. Идущее параллельно им через сельхозугодья русло местами засыпано, местами соединено с каналами, в результате чего вода до границы с Пакистаном не доходит. По другую сторону границы на месте реки выкопан канал Хакра, к которому подводится вода из Сатледжа. По окончании обрабатываемых земель сухое русло, по берегам которого обнаружены городища, теряется в песках пустыни Чолистан.
У Гхаггара есть приток Сарсути (Сарасвати), который впадает в неё в Пенджабе и истоки которого находятся в предгорье, в округе Амбала. В систему Гхаггар-Хакра также впадают пересохшие русла рек Сатледж и Дришадвати. Широкое русло реки свидетельствует о том, что ранее она была полноводной, протекала через весь регион и, возможно, впадала в залив Кач в современном Гуджарате. Гхаггар наряду с Индом — главная река индской цивилизации, питавшая центры городской жизни того времени.
Предположительно река потеряла основную часть своих притоков и пересохла в начале 2 тыс. до н. э., вскоре после великой засухи. В качестве причины пересыхания называется опустынивание региона, вызванное климатическими изменениями и чрезмерным выпасом скота.